# Malá Veleň
Malá Veleň är en ort i Tjeckien.   Den ligger i regionen Ústí nad Labem, i den norra delen av landet, 70 km norr om huvudstaden Prag. Malá Veleň ligger 202 meter över havet och antalet invånare är 453.
Terrängen runt Malá Veleň är huvudsakligen lite kuperad. Malá Veleň ligger nere i en dal. Runt Malá Veleň är det ganska glesbefolkat, med 43 invånare per kvadratkilometer. Närmaste större samhälle är Ústí nad Labem, 19,0 km sydväst om Malá Veleň. Omgivningarna runt Malá Veleň är en mosaik av jordbruksmark och naturlig växtlighet.